# Au jour le jour (film)
Pour l’article homonyme, voir Au jour le jour.

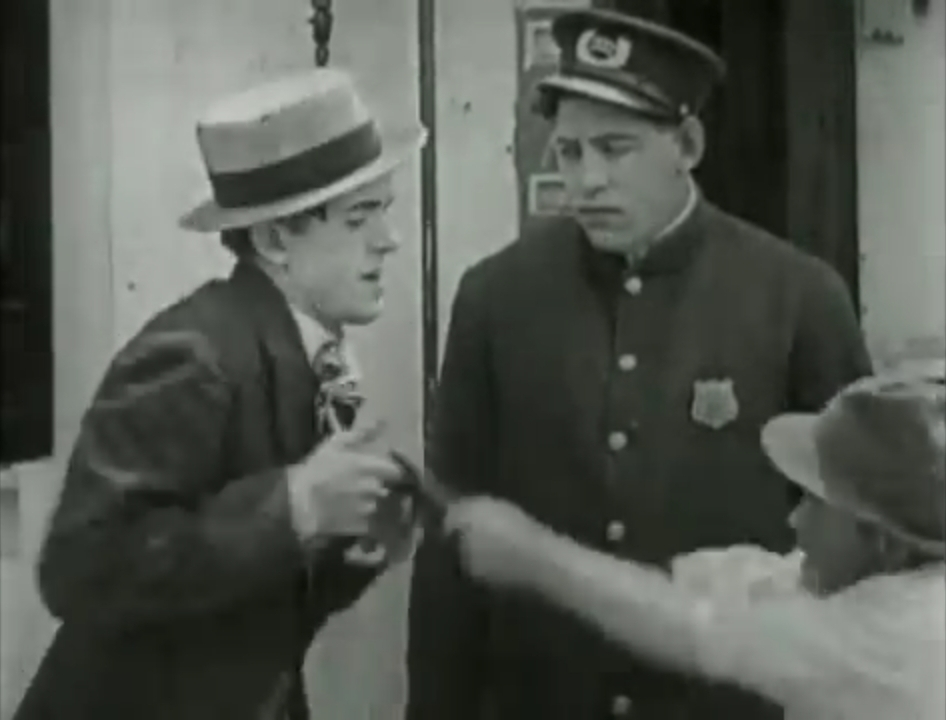
Stan Laurel et Noah Young dans une scène du film.

Au jour le jour (Just Rambling Along) est un film américain réalisé par Hal Roach et sorti en 1918, avec Stan Laurel dans le rôle principal.

## Fiche technique
- Titre original : Just Rambling Along
- Réalisation : Hal Roach
- Photographie : Robert Doran
- Montage : Thomas J. Crizer
- Durée : 9 minutes
- Genre : Comédie
- Date de sortie :
  - États-Unis : 3 novembre 1918

## Distribution

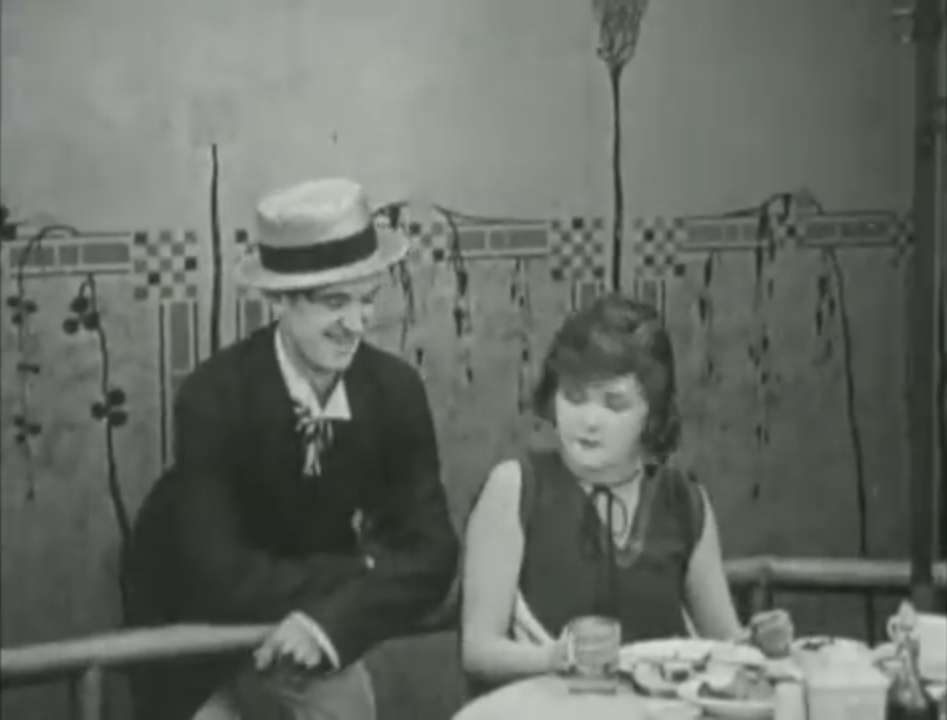
Stan Laurel et Clarine Seymour.

- Stan Laurel : le jeune homme
- Clarine Seymour : la jolie fille
- Noah Young : le policier
- James Parrott : Cook
- Bud Jamison : le chef
- Harry Clifton
- Wallace Howe
- Belle Mitchell
- Marie Mosquini
- Dorothea Wolbert